# Ricardo Mestre
Ricardo Jorge Correira Mestre (Faro, 11 settembre 1983) è un ex ciclista su strada portoghese professionista dal 2005 al 2022. Ha vinto il Giro del Portogallo 2011.

## Carriera
Si è aggiudicato tredici successi in carriera fra cui la Volta a Portugal 2011; nel 2006 è stato secondo ai camopionati portoghesi mentre nel 2018 è arrivato secondo alla Volta ao Alentejo e terzo alla Vuelta a Asturias.
Ha partecipato al Giro d'Italia 2013, portandolo a termine, e a due edizioni dei Campionati del mondo.

## Palmares
- 2006 (Duja-Tavira, una vittoria)

6ª tappa Volta a Portugal (Santo Tirso > Fafe)
- 2008 (Palmeiras Resort-Tavira, una vittoria)

4ª tappa Grande Prémio Paredes Rota dos Moveis (Gandra > Rebordosa)
- 2010 (Palmeiras Resort-Prio, due vittorie)

Classifica generale Grande Prémio do Minho
6ª tappa Tour de Bulgarie (Dobrič > Razgrad)
- 2011 (Tavira-Prio, quattro vittorie)

1ª tappa Troféu Joaquim Agostinho (Ramalhal > Sobral de Monte Agraço)
Classifica generale Troféu Joaquim Agostinho
7ª tappa Volta a Portugal (Sabugal > Guarda, cronometro)
Classifica generale Volta a Portugal
- 2012 (Carmim-Prio, quattro vittorie)

4ª tappa Troféu Joaquim Agostinho
Classifica generale Troféu Joaquim Agostinho
3ª tappa Gran Prémio Liberty Seguros (Santo Tirso > Santo Tirso, cronometro)
Classifica generale Gran Prémio Liberty Seguros
- 2018 (W52-FC Porto, una vittoria)

3ª tappa Vuelta a Asturias (Cangas del Narcea > Oviedo)

### Altri successi
- 2006 (Duja-Taviria, una vittoria)

Classifica scalatori Volta a Portugal
Classifica giovani Volta a Portugal
- 2011 (Taviria-Prio, una vittoria)

Classifica scalatori Volta ao Algarve
2ª tappa Gran Prémio Liberty Seguros (Santa Maria da Feira, cronosquadre)
- 2014 (Efapel, una vittoria)

3ª tappa Gran Prémio Liberty Seguros (Santa Maria da Feira, cronosquadre)

## Piazzamenti

### Grandi Giri
- Giro d'Italia

2013: 145º

### Competizioni mondiali
- Campionati del mondo

Varese 2008 - In linea Elite: ritirato
Copenaghen 2011 - In linea Elite: 59º